# Batalha de Caborca
A Batalha de Caborca ou invasão flibusteira de Caborca, também conhecida no México como Gesta Heroica de Caborca e como Massacre de Crabb (em inglês:  Crabb massacre) nos Estados Unidos, foi um combate travado entre o México e seus aliados O'odham contra as forças estadunidenses em abril de 1857. Devido ao surgimento da Guerra da Reforma no México, o rebelde Ygnacio Pesqueira convidou o político estadunidense Henry A. Crabb para colonizar a região fronteiriça do norte do estado de Sonora, com base no fato de que os colonos ajudariam Pesqueira a lutar na guerra civil e contra os apaches. No entanto, quando Crabb chegou ao México, seu comando foi atacado e finalmente derrotado. Cerca de 50 sobreviventes da batalha, dos 85 homens, foram assassinados pelos mexicanos.